# Doug Shapiro
Pour les articles homonymes, voir Shapiro.
Douglas Shapiro, dit Doug Shapiro, né le 15 septembre 1959 à New York et mort le 15 janvier 2025 à Mendocino (Californie),, est un coureur cycliste américain.
Professionnel de 1985 à 1989, il remporte notamment  la Coors Classic en 1984. Il participe deux fois au Tour de France, en 1985 et 1986. En se classant 74e du Tour 1985, il est le troisième coureur américain à terminer cette course. En 1986, il dispute le Tour de France avec 7 Eleven, première équipe américaine à s'y présenter. Il dispute quatre championnats du monde avec l'équipe des États-Unis, en 1984, 1985, 1986 et 1988.

## Palmarès
- 1977
  - 3e du championnat des États-Unis sur route juniors
- 1983
  - 2e de la Coors Classic
  - 3e du championnat des États-Unis sur route amateurs
- 1984
  - 6e étape de l'United Texas Tour
  - 1re étape de la Semaine cycliste bergamasque
  - Classement général de la Coors Classic
  - 3e de l'United Texas Tour
- 1985
  - 12e étape de la Coors Classic
  - 3e de la Coors Classic
- 1986
  - 2e étape de la Redlands Bicycle Classic
  - 8e étape du Tour de Basse-Californie
  - 2e du championnat des États-Unis sur route
  - 3e des CoreStates USPRO Championships
  - 8e de la Coors Classic
- 1987
  - 3e étape de la Redlands Bicycle Classic (contre-la-montre par équipes)
  - 3e de la Redlands Bicycle Classic
- 1988
  - 4e étape du Cyclkebration Cincinnati
  - 2e du championnat des États-Unis sur route
  - 6e de la Philadelphia Cycling Classic
- 1989
  - Georgia Cycling Series :
    - Classement général
    - 3e étape

  - 6e étape de l'United Texas Tour
  - Athens Twilight Criterium

## Résultats sur les grands tours

### Tour de France
2 participations
- 1985 : 74e
- 1986 : abandon (12e étape)